# Euxoa hamadanensis
Euxoa hamadanensis là một loài bướm đêm trong họ Noctuidae.